# كوم النور (بني سويف)
قرية كوم النور هي إحدى القرى التابعة لمركز سمسطا في محافظة بني سويف في جمهورية مصر العربية. حسب إحصاءات سنة 2006، بلغ إجمالي السكان في كوم النور 3709 نسمة، منهم 1782 رجل و1927 امرأة.